# فرانك روبنسون (فارس)
فرانك روبنسون (بالإنجليزية: Frank Robinson)‏ هو فارس أمريكي، ولد في 8 أبريل 1898 في كليفلاند في الولايات المتحدة، وتوفي في 4 أبريل 1919.